# Bajor Néppárt
A Bajor Néppárt (németül Bayerische Volkspartei) a Katolikus Centrum Párt bajor ága volt Németországban. A pártot Georg Heim alapította 1918 novemberében. A párt konzervatív volt. 
1919 és 1923 között Bajorország legerősebb pártja lett. A párt az 1920-as évek elején közel került a szeparatizmus hirdetéséhez, amikor az 1923-as inflációs válság közepette Gustav von Kahr bajor kormánya csak vonakodva teljesítette Berlin utasításait. Ennek az időszaknak Adolf Hitler sörpuccsának sokkja vetett véget.
Miután a német belpolitikai helyzet stabilizálódott, a párt Heinrich Held vezetése alatt mérsékeltebb vonalat követett. 
A pártot 1933. április 10-én megszüntették.
A Bajor Néppártot a Bajor Keresztényszociális Unió (CSU) egyik elődjének tekintik.